# Okręg wyborczy Bermondsey
Okręg wyborczy Bermondsey powstał w 1885 r. i wysyłał do brytyjskiej Izby Gmin jednego deputowanego. Okręg obejmował dystrykt Bermondsey w południowym Londynie. Zlikwidowano go w 1918 r., ale odtworzono w roku 1950. Ostatecznie zniesiono go w 1983 r.

## Deputowani do brytyjskiej Izby Gmin z okręgu Bermondsey

### Deputowani w latach 1885–1918
- 1885–1886: James Edwin Thorold Rogers, Partia Liberalna
- 1886–1892: Alfred Lafone, Partia Konserwatywna
- 1892–1895: Reuben Barrow, Partia Liberalna
- 1895–1900: Alfred Lafone, Partia Konserwatywna
- 1900–1906: Henry Cust, Partia Konserwatywna
- 1906–1909: George Joseph Cooper, Partia Liberalna
- 1909–1910: John Dumphreys, Partia Konserwatywna
- 1910–1918: Harold Glanville, Partia Liberalna

### Deputowani w latach 1950–1983
- 1950–1983: Bob Mellish, Partia Pracy
- 1983–1983: Simon Hughes, Partia Liberalna